# Benjamin Laplace
Benjamin Laplace est un chanteur, guitariste, compositeur, bassiste, réalisateur et auteur français,,,.

## Biographie
Il a débuté à l'âge de 17 ans avec un groupe baptisé Mistral, né dans le village de Saint-Jean-Cap-Ferrat en 1974. En 1976, les membres de Mistral sont "montés" à Paris.
A 20 ans, en 1979, ils ont sorti leur premier disque, Sexy Beau pour Sonopresse enregistré dans les Davout Studios et publié par EMI Group Limited.
En 2018 le label Caméléon records sort Jumbo -Jet un maxi 45 tours 4 titres issus de l’enregistrement du 2d album de Mistral chez EMI. En 2024 sort enfin l’album  17 titres, Une vie Jumbo-Jet 1979-1981. Mistral figure parmi les top groupes des années 80 : Ils avaient la puissance du son, et les guitares de concours de Benjamin Laplace qui depuis 1979 continue d’écrire son aventure rock,.
Le deuxième disque, le single UNISEX/ Stop l’Amour, a été enregistré en 1981 par Philips Records pour Warner Chappell Music, Inc.
Le groupe se composait du Belge Didier Claes à la batterie, du Monégasque Jean Pierre Bruno comme chanteur et auteur, Florence Bertault chanteuse, de l'Italien Giovanni Sovieri à la basse, et Benjamin Laplace, guitariste et compositeur. Ils ont tourné en France, Belgique et Suisse avec Scorpions et se sont produits à l'Olympia avec Taxi Girl. Ils ont été invités en 1981 par Antoine de Caunes et ont joué leur single Unisex en direct,.
Benjamin Laplace s’est fait connaître comme leader, guitariste, auteur-compositeur du groupe punk rock Mistral avec qui il fit des concerts avec U2, Talking Heads, INXS, Undertones, Scorpion, Téléphone, Starshooter. Ensuite à Londres en 1982 il fonde le groupe new wave « Menage à Trois »  avec Jean-Pierre Bruno le chanteur de Mistral. Une période où il collabore avec Prince sur le tournage de Under The Cherry Moon.
Ils enregistrent à Londres un 45 tours « Danger d’emotion / Les amants d’un jour » pour le label Rumeur / Warner Publishing. Ce 45 tours produit par Nick Straker.
C’est en 1995 que Benjamin Laplace commence sa propre carrière : Avec un premier album de 17 titres : « Etat d’Ôm 95 » vite suivi de « Comme » puis de  « Quoi » ensuite il enregistre « Sombres Illuminés » pour lequel il crée le concept musical NouX ! En 2024 il sort « l’Homme Bleu Voit Rouge en Vers »,.
En 2017, il a lancé un nouveau concept musical : NouX! avec le musicien classique Adrien Frasse-Sombet dans lequel il assure la guitare et le chant, Adrien Frasse-Sombet jouant du violoncelle. Norbert Krief , Raphael Imbert, Fabrice di Falco ont également travaillé sur l'album "Sombres Illuminés",,,.

## Musique

### Albums
| Date de sortie     | Album                                   | Nombre de morceaux | Genre            | Label   | Note                                                  |
| Enregistré en 1979 | Sexy beau !                             | 8                  | Power Rock       | EMI     | 1979 sortie vinyle, 2022 sortie sur les plates-formes |
| Enregistré en 1980 | Une vie Jumbo-jet                       | 17                 | Power Pop        | Mistral | sortie sur les plates-formes en 2024                  |
| Enregistré en 1995 | État d'Ôm95                             | 17                 | Alternative Rock | EMI     | 1995 Cd, sortie sur les plates-formes en 2022         |
| Enregistré en 2002 | Comme                                   | 10                 | Alternative rock | EMI     | Cd sorti en 2010 Sur les plates-formes en 2018        |
| Enregistré en 2018 | Sombres illuminés_We’re All Black Stars | 7                  | Indie rock       | Noux!   | Cd sort, Sur les plates-formes, vinyle                |
| 2023               | L'homme bleu voit rouge en vers         | 13                 | Alternative rock |         | Cd sorti en 2023 Sur les plates-formes en 2023        |

### Singles et EPs
Laplace a produit de nombreux singles et EPs. En voici quelques-uns.
| Year | Song                                                | Note |
| 2023 | Les Mômes n'aiment pas la Lose                      |      |
| 2023 | Trop de peine trop de larmes                        |      |
| 2023 | Je ne connais rien aux mandarines                   |      |
| 2022 | Best Friends' dreams                                |      |
| 2022 | Bump - Bump (Radio Edit)                            |      |
| 2022 | How Strong My Love is                               |      |
| 2024 | Je ne connais rien aux Mandarines (radio édit) 2023 |      |
| 2024 | Coocoo poison London 1984-Paris 2024                |      |
| 2024 | LENNY LA Liberye                                    |      |
| 2024 | OiseauX GueuleZ                                     |      |